# Marchese di Lansdowne

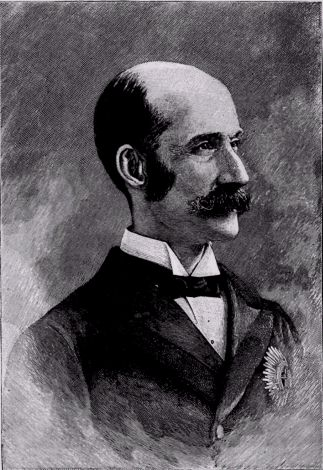
Henry Petty-Fitzmaurice,
V Marchese di Lansdowne

Il Marchese di Lansdowne, nella Contea del Somerset, è un titolo nella Paria di Gran Bretagna detenuto dal capo della famiglia Petty-Fitzmaurice.

## Storia

### Origini
Le sue origini risalgono ad un ramo della famiglia discendente dall'Hon. John Petty (in origine John Fitzmaurice), secondo figlio maschio di Thomas Fitzmaurice, I conte di Kerry (vedere Conte di Kerry per la storia della famiglia), e di sua moglie Anne, figlia del noto politico ed economista Sir William Petty (la cui moglie era stata nominata Baronessa Shelburne e i cui due figli maschi erano stati nominati rispettivamente Barone Shelburne e Conte di Shelburne). 

### XVIII secolo
Nel 1751 egli succedette allo zio materno Henry Petty, iI conte di Shelburne, e assunse per licenza reale il cognome Petty al posto di FitzMaurice. Lo stesso anno fu nominato Barone Dunkeron e Visconte FitzMaurice fra i Paria d'Irlanda. Nel 1753 la contea detenuta da suo zio fu ricreata quando fu nominato Conte di Shelburne, nella Contea di Wexford. Rappresentò Wycombe presso la Camera dei Comuni per il partito Whig. Nel 1760 fu nominato Barone Wycombe nella Contea di Buckingham, nei Paria di Gran Bretagna, che gli attribuiva automaticamente un posto nella Camera dei lord.
Gli succedette suo figlio maggiore William Petty, II conte di Shelburne. Fu uno statista di primo piano e servì come Primo Ministro di Gran Bretagna dal 1782 al 1783. Il fratello del Primo Ministro era The Honourable Thomas FitzMaurice. Nel 1784 Lord Shelburne, William Petty-FitzMaurice venne nominato Visconte Calne e Calston, nella Contea del Wiltshire, Conte di Wycombe, di Chepping Wycombe, e Marchese di Lansdowne.
Grazie alla sua prima moglie Lady Sophia Carteret (1745–1771) acquisì grandi proprietà, tra cui Lansdowne Hill vicino a Bath.Tuttavia, egli è meglio noto alla storia con il precedente titolo di Conte di Shelburne. Gli succedette il primo figlio nato dal suo primo matrimonio con Lady Sophia Carteret.

### XIX e XX secolo
Morì senza figli e gli succedette il fratellastro, il terzo Marchese. Questi era il figlio del primo Marchese dal suo secondo matrimonio con Lady Louisa FitzPatrick. Noto come Lord Henry Petty dal 1784 al 1809, fu uno degli uomini politici Whig più influenti della prima metà del XIX secolo. In una carriera ministeriale che durò oltre 50 anni ricoprì la carica Cancelliere dello Scacchiere dal 1806 al 1807, come Segretario di Stato per gli Affari Interni dal 1827 al 1828, come Lord presidente del Consiglio dal 1830 al 1834, dal 1835 al 1841 e dal 1846 al 1852 e come Ministro senza portafoglio dal 1852 al 1858. Rifiutò due volte di diventare Primo Ministro e rifiutò l'offerta di un ducato da parte della Regina Vittoria nel 1857. 
Nel 1818 Lord Lansdowne succedette anche a suo cugino come quarto Conte di Kerry. Suo figlio maggiore William Petty-FitzMaurice, conte di Kerry, fu deputato per Calne, ma morì prima di suo padre senza figli maschi. Lord Lansdowne venne quindi succeduto dal secondo figlio, il quarto Marchese. Egli era già stato convocato nel 1856 alla Camera dei Lord attraverso un writ of acceleration con il titolo minore di suo padre di Barone Wycombe e servì sotto Lord Palmerston come Sottosegretario di Stato agli Affari Esteri dal 1856 al 1858. Sposò come sua seconda moglie Emily Jane Mercer-Elphinstone-de Flahault, VIII Lady Nairne, figlia maggiore del generale e statista francese Charles Joseph.
Gli succedette il figlio maggiore dal suo secondo matrimonio, il quinto marchese. Come suo nonno, fu uno statista di primo piano ed ebbe una carriera ministeriale altrettanto lunga. Lord Lansdowne fu Governatore generale del Canada dal 1883 al 1888, Viceré d'India dal 1888 al 1894, Segretario di Stato per la Guerra dal 1895 al 1900, Segretario di Stato per gli Affari Esteri dal 1900 al 1905, Co-Leader del partito conservatore dal 1911 al 1916 e servì anche nel governo di coalizione in tempo di guerra come Ministro senza portafoglio dal 1915 al 1916. Nel 1895 succedette a sua madre come nono Lord Nairne. Suo figlio maggiore, il sesto Marchese, fu deputato unionista per il West Derbyshire e fu Senatore dello Stato Libero d'Irlanda nel 1922.

### Epoca recente
Alla sua morte nel 1936 gli succedette il secondo figlio maschio, il settimo Marchese, che venne ucciso in battaglia nel 1944 durante la seconda guerra mondiale, senza essersi sposato. Dato che suo fratello minore, Lord Edward Norman Petty-Fitzmaurice, era stato ucciso in battaglia solo una settimana prima, la signoria scozzese di Nairne passò alla loro sorella maggiore Katherine.

## Conti di Shelburne (1753)
- John Petty, I conte di Shelburne (1706–1761)
- William Petty, II conte di Shelburne (1737–1805)

## Marchesi di Lansdowne (1784)
- William Petty, I marchese di Lansdowne (1737–1805)
- John Henry Petty, II marchese di Lansdowne (1765–1809)
- Henry Petty-Fitzmaurice, III marchese di Lansdowne (1780–1863)
  - William Thomas Petty-FitzMaurice, conte di Kerry (1811–1836)
- Henry Petty-Fitzmaurice, IV marchese di Lansdowne (1816–1866)
- Henry Charles Keith Petty-FitzMaurice, V marchese di Lansdowne (1845–1927)
- Henry William Edmund Petty-FitzMaurice, VI marchese di Lansdowne (1872–1936)
  - Henry Maurice John Petty-Fitzmaurice, conte di Kerry (1913–1933)
- Charles Hope Petty-FitzMaurice, VII marchese di Lansdowne (1917–1944)
- George John Charles Mercer Nairne Petty-FitzMaurice, (1912–1999)
- Charles Maurice Petty-FitzMaurice, IX marchese di Lansdowne (b. 1941)

## Altri successori (1970)
1. Simon Henry George Petty-Fitzmaurice, conte di Kerry (n. 1970) (maggiore dei figli maschi del IX marchese)
2. Lord William Nicholas Charles Petty-Fitzmaurice (n. 1973) (minore dei figli maschi del IX marchese)
3. Lord Robert Harold Mercer Nairne (n. 1947) (minore dei figli maschi del VIII marchese)
4. Samuel George Mercer Nairne (n. 1976) (maggiore dei figli maschi di Lord Robert)
5. George Yvan Mercer Nairne (n. 2009) (maggiore dei figli maschi di Samuel)
6. Harold Charles Mercer Nairne (n. 2011) (minore dei figli maschi di Samuel)
7. Joseph Douglas Mercer Nairne (n. 1980) (minore dei figli maschi di Lord Robert)
8. Fergus Grey Mercer Nairne (n. 2009) (unico figlio di Joseph)[1]